# Фуман (Іран)
Фуман (перс. فومن) - місто в Ірані, столиця шахрестану Фуман (провінція Гілян).  За переписом 2006 року його населення становило 27763 осіб, поділених на 7728 сімей.
Місто відоме завдяки сорту печива колуче. Це печиво за формою більше й тонше ніж його знаменитий аналог, що виготовляють в місті Ляхіджан. Воно досить популярне і смачне, хоча й не так добре розрекламоване, як колуче з Лахіджана. 
В цьому регіоні впродовж багатьох років вирощують рис, сорти якого вивели на основі місцевих видів.